# Felsővámos
Felsővámos (1899-ig Vámosfalu, szlovákul Horné Mýto) község Szlovákiában, a Nagyszombati kerületben, a Dunaszerdahelyi járásban.

## Fekvése
Dunaszerdahelytől 12 km-re keletre, a Kis-Duna jobb partján  fekszik.

## Élővilága
Felsővámoson jó ideje létezik gólyafészek, amely ma egy alátétre van áthelyezve. 2013-ban 4 fióka kelt ki, de egy elpusztult. 2014-ben 3, 2015-ben 1 fiókát neveltek fel, azóta sajnos csak szórványos adatok vannak a jelenlétükre.

## Története
A falu neve már az 1268-as pápai tizedjegyzékben felbukkan Wamus néven. Más források szerint csak 1406-ban említik először. A település a középkorban vámszedőhely volt. 1553-ban Serédy Gáspár 4, Mérey Mihály 3 portával birtokos a faluban. 1683. február 23-án a török rajtaütött a településen, kirabolta, felégette és 104 helyi lakost, akik nem tudtak időben elmenekülni fogságba hurcolt. A 17. század végén a Pálffy család birtoka lett.
Mai római katolikus templomát a régi helyén 1775-ben építették barokk stílusban, a 19. században klasszicista stílusban átalakították. 1828-ban Felsővámos 67 házában 485 lakos élt.
Vályi András szerint "VÁMOSFALU. Magyar falu Pozsony Várm. földes Ura G. Pálfy Uraság, lakosai katolikusok, fekszik Vásárúthoz nem meszsze, és annak filiája; postája is vagyon, határja 2 nyomásbéli, tiszta búzát, és rozsot terem, réttye kevés, gyakran károkat szenyvednek az áradások miatt, piatzok Szerdahelyen van."
Fényes Elek szerint "Vámosfalu, Poson m., magyar falu, a kis Duna szigetjében, Vásáruthoz 1 fertálynyira: 492 kath., 10 zsidó lak. Kétnyomásu határa termékeny; rétje kevés; fája elég. F. u. gr. Pálffy Ferencz. Ut. p. Komárom."
A trianoni békeszerződésig Pozsony vármegye Dunaszerdahelyi járásához tartozott. 1960-ban a szomszédos Vásárút községgel egyesítették Trhové Mýto néven, 1990 óta újra külön községek.

## Népessége
| Év:            | 1994. | 2004.   | 2014.   | 2024.   |
| -------------- | ----- | ------- | ------- | ------- |
| Emberek száma: | 945   | 977     | 959     | 925     |
| Eltérés:       |       | +3,38 % | -1,84 % | -3,54 % |

| Év:            | 2023. | 2024.   |
| -------------- | ----- | ------- |
| Emberek száma: | 908   | 925     |
| Eltérés:       |       | +1,87 % |

1910-ben 567, túlnyomórészt magyar anyanyelvű lakosa volt.
2011-ben 957 lakosából 873 magyar és 62 szlovák volt.
2021-ben 905 lakosából 771 (+29) magyar, 114 (+8) szlovák, 3 (+1) cigány, 5 (+1) egyéb és 12 ismeretlen nemzetiségű volt.

## Nevezetességei

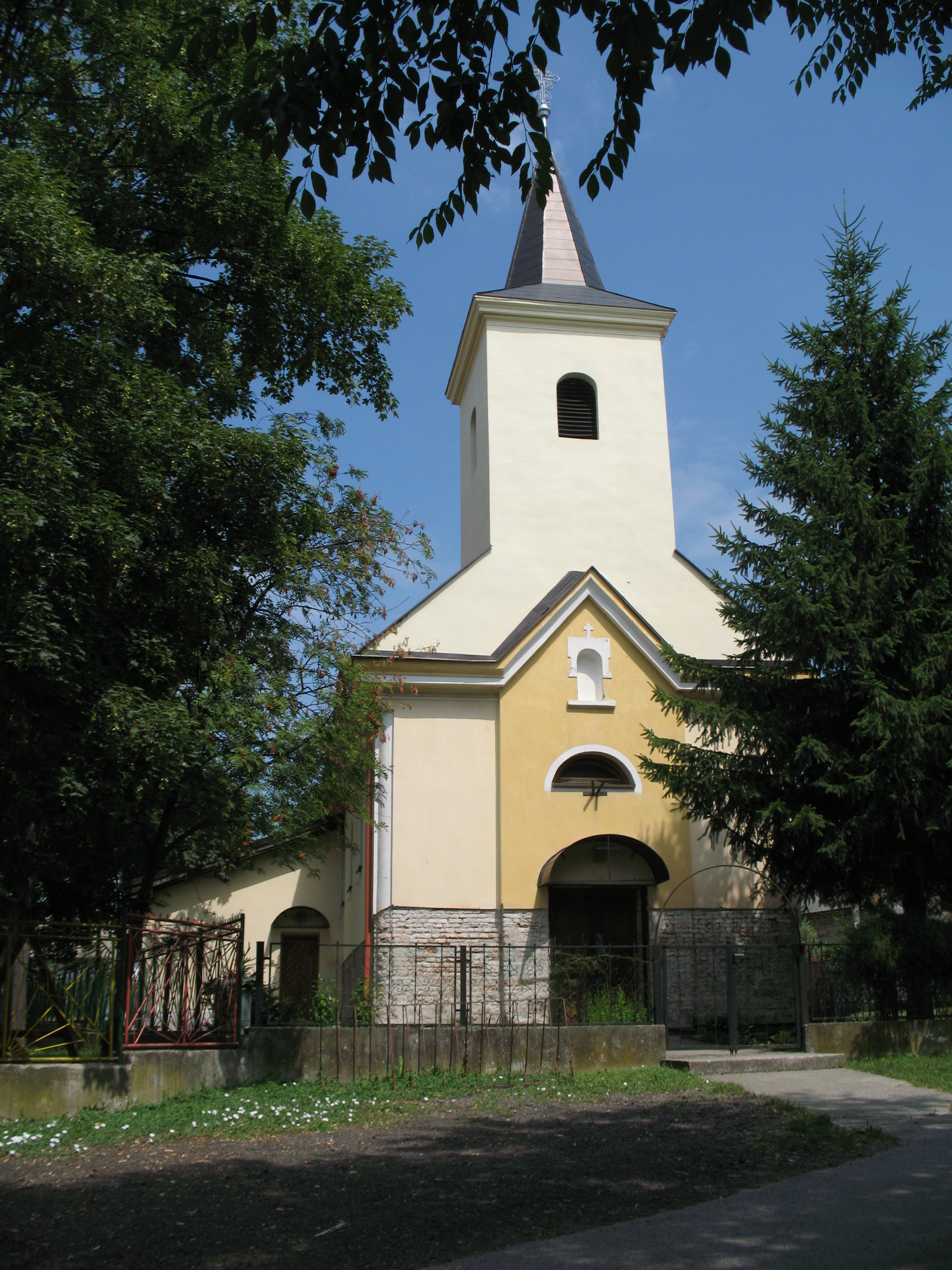
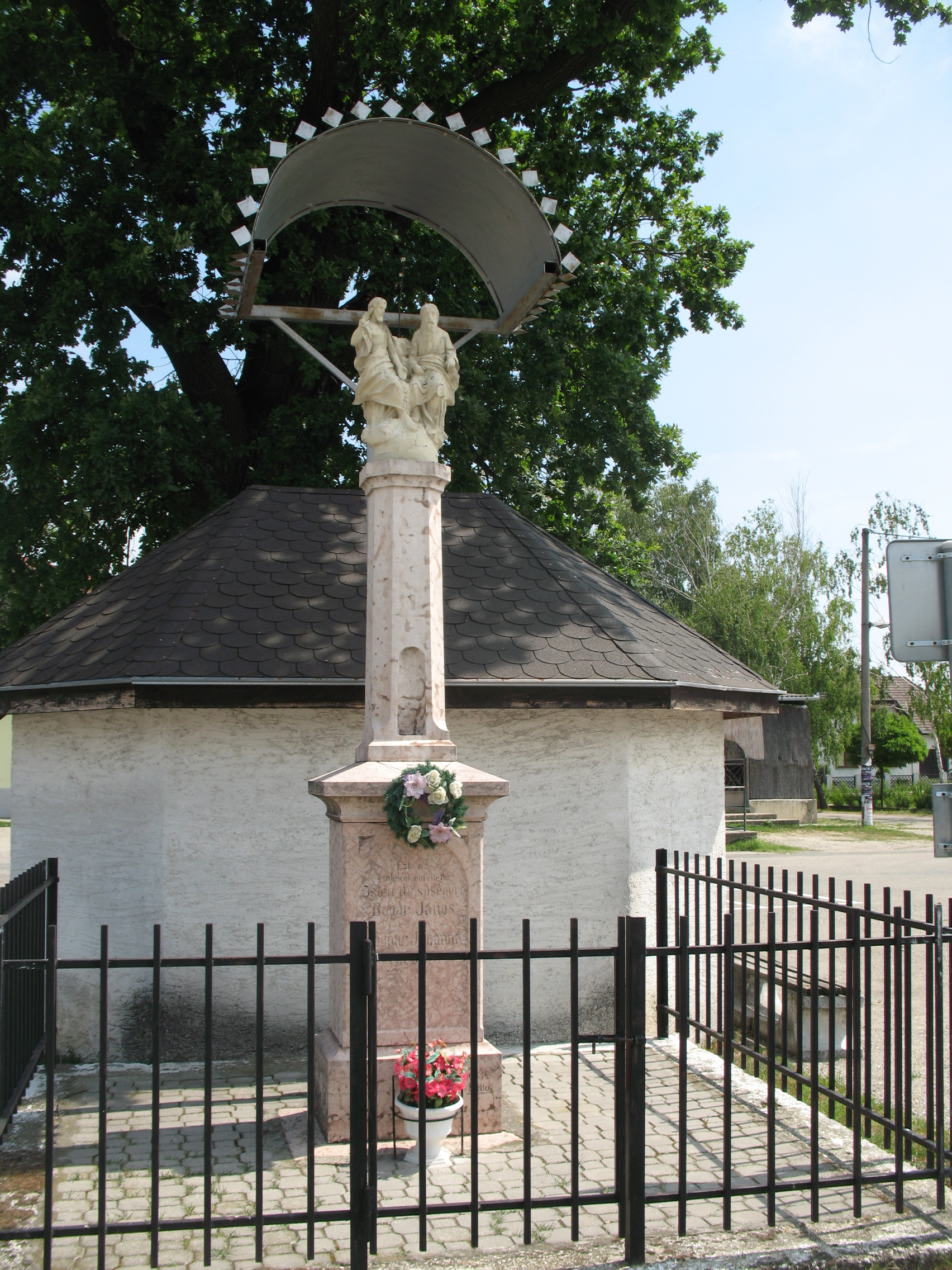
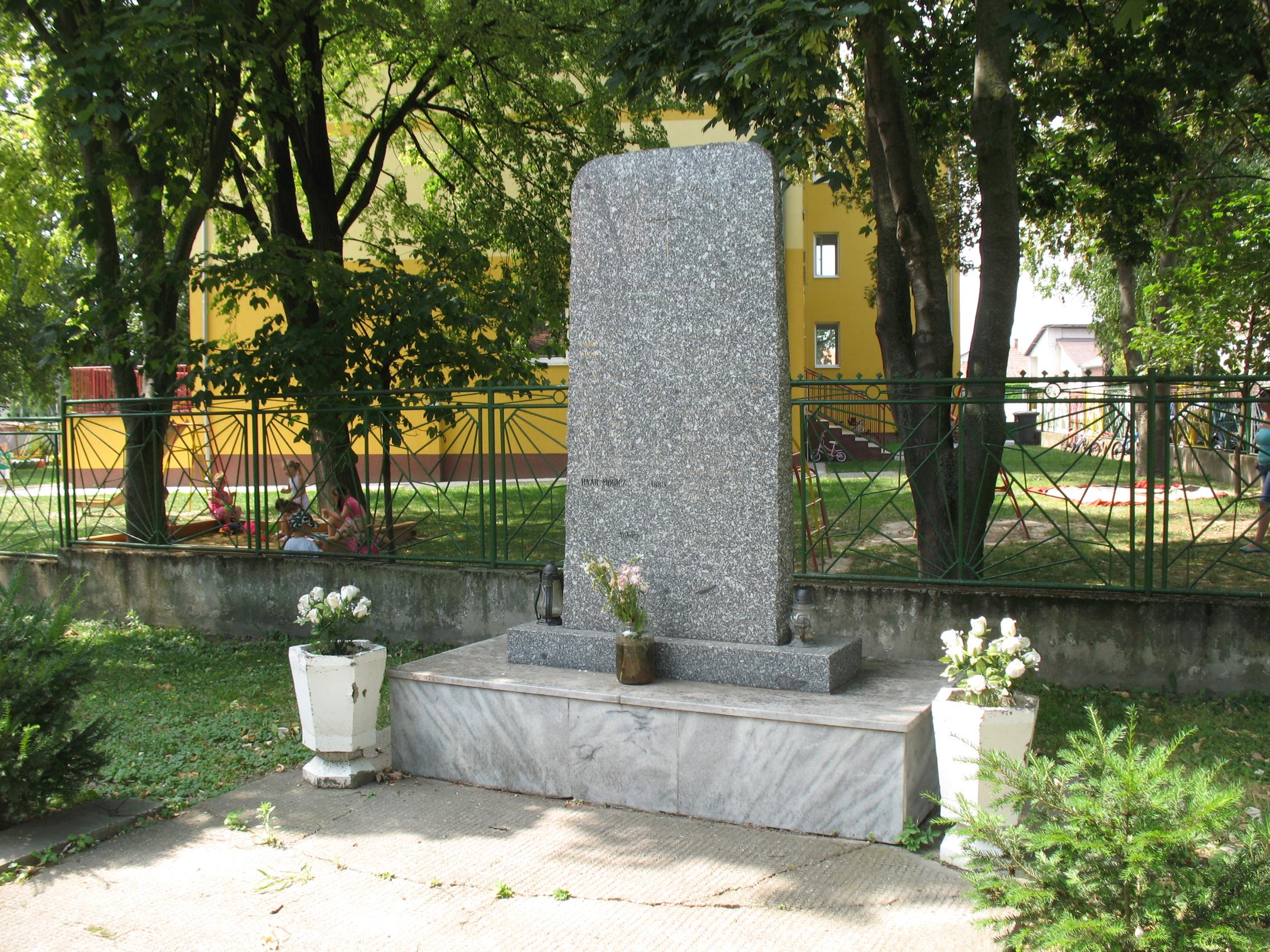
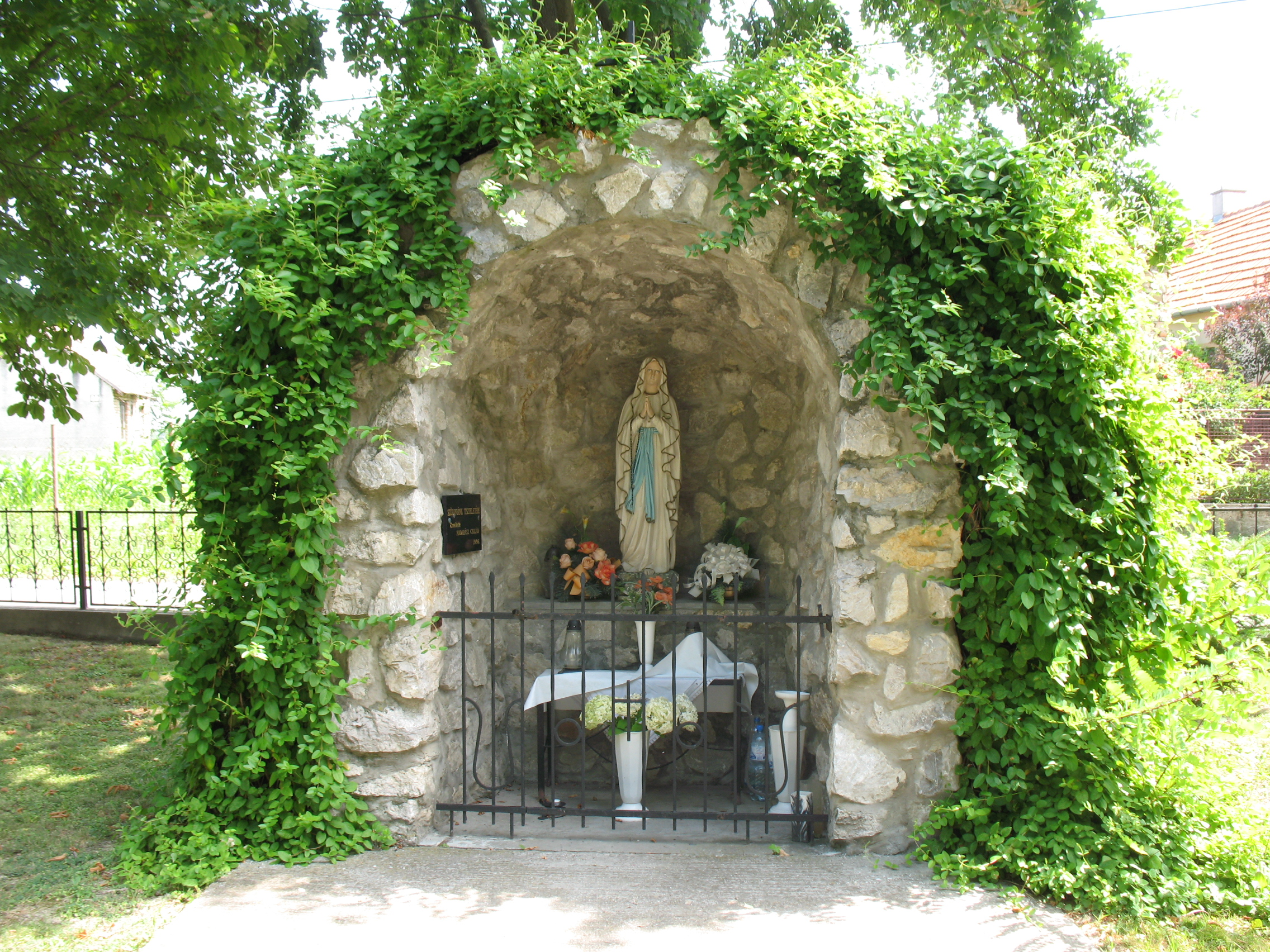
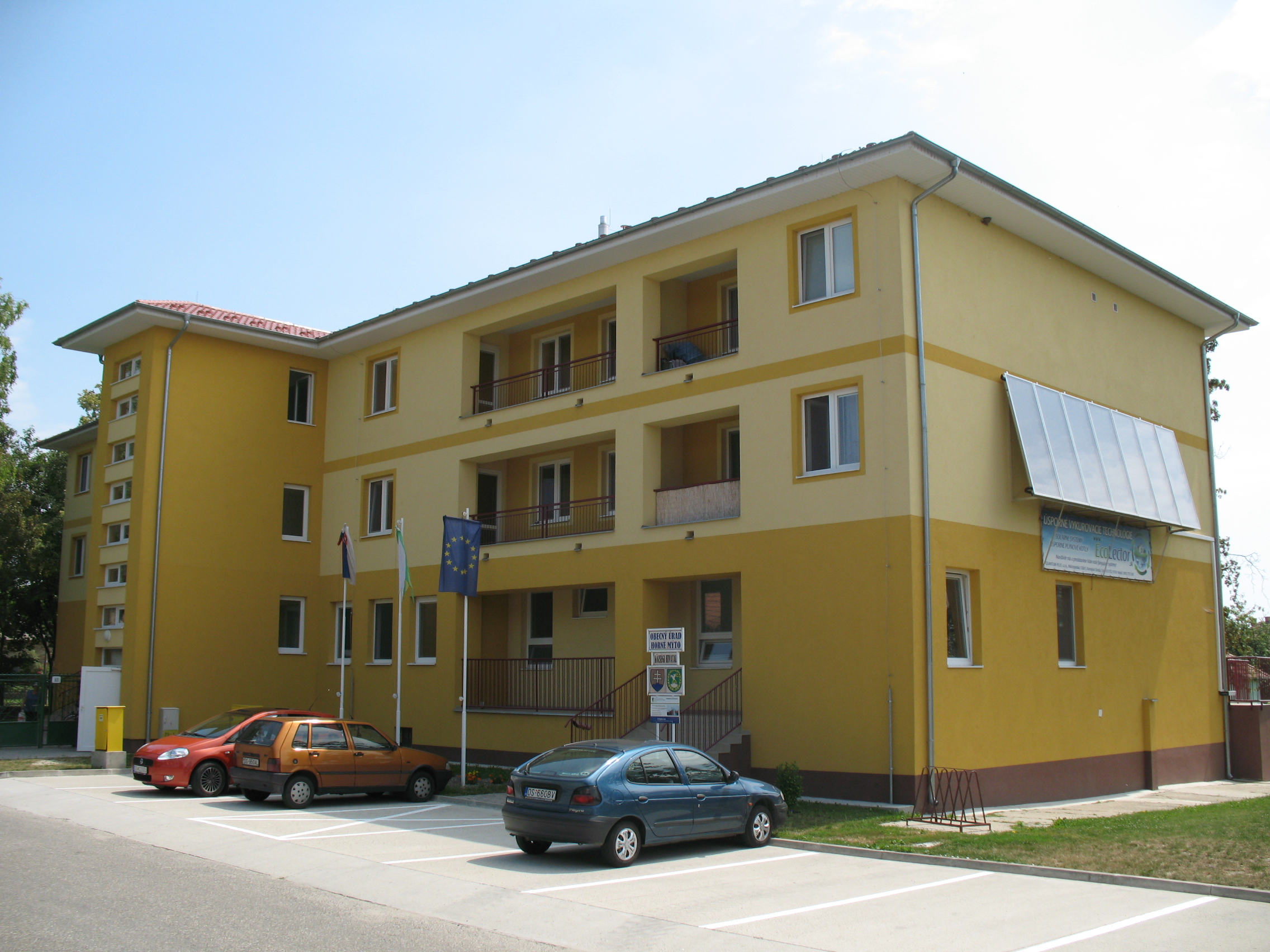
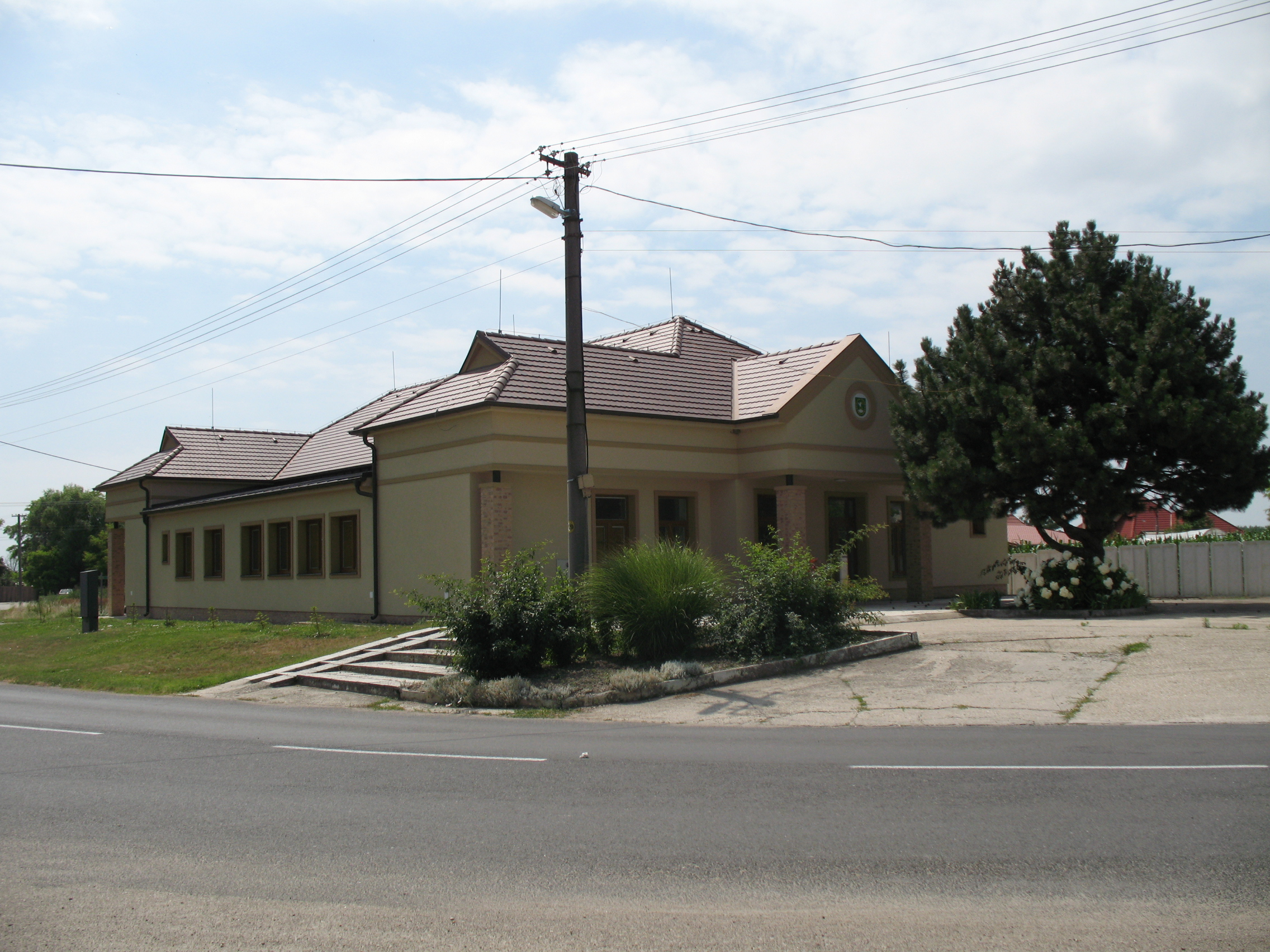
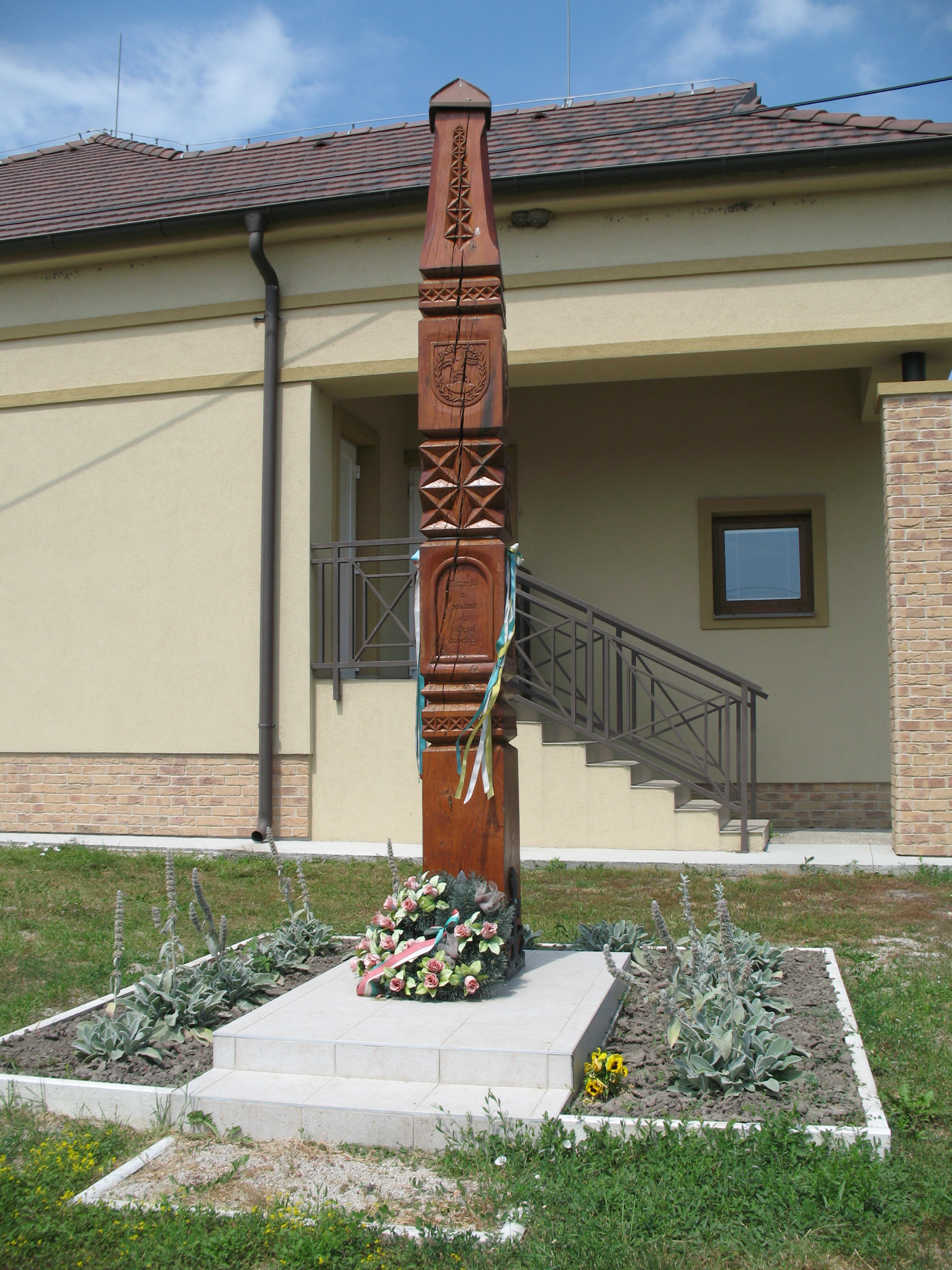
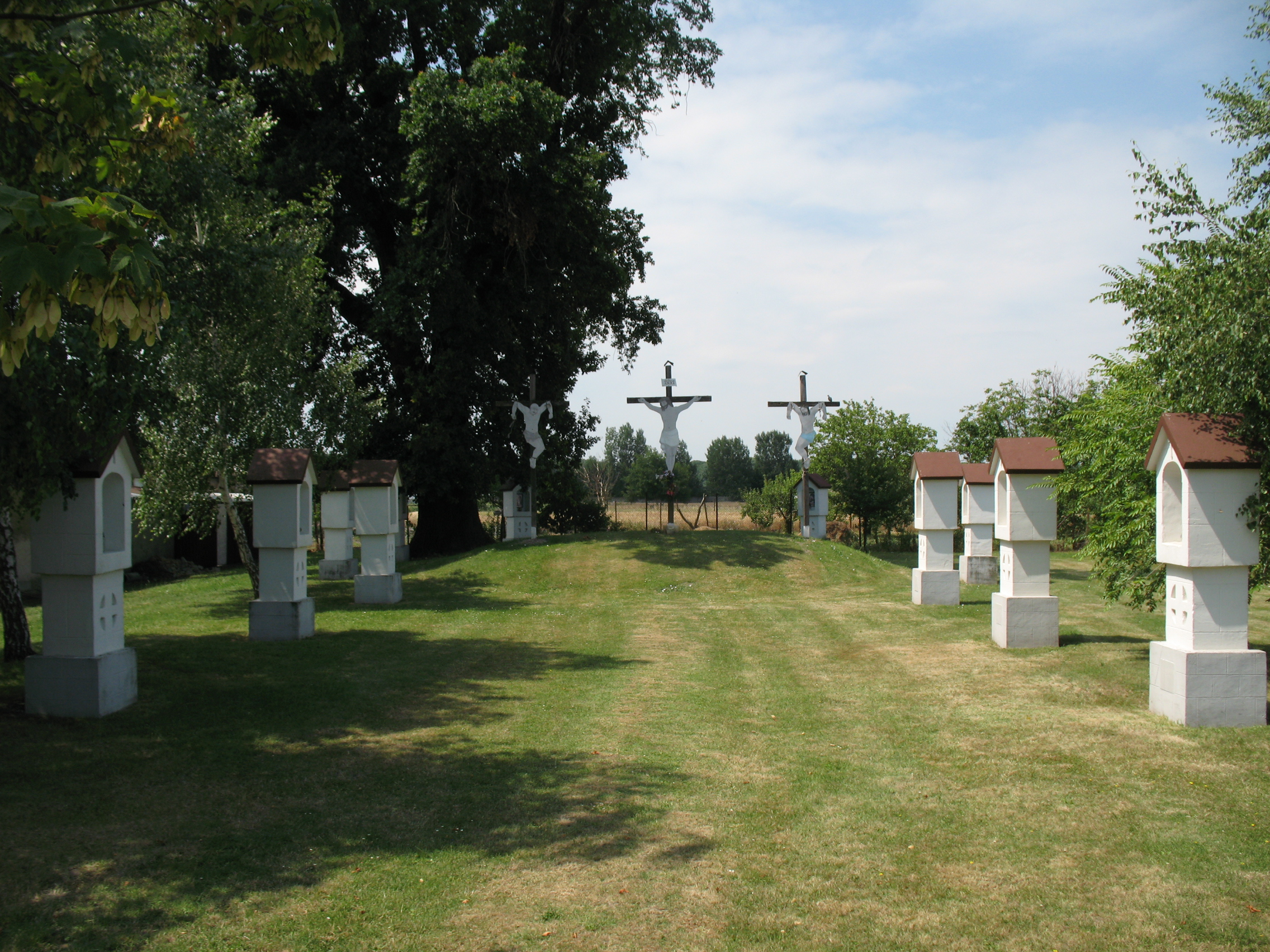
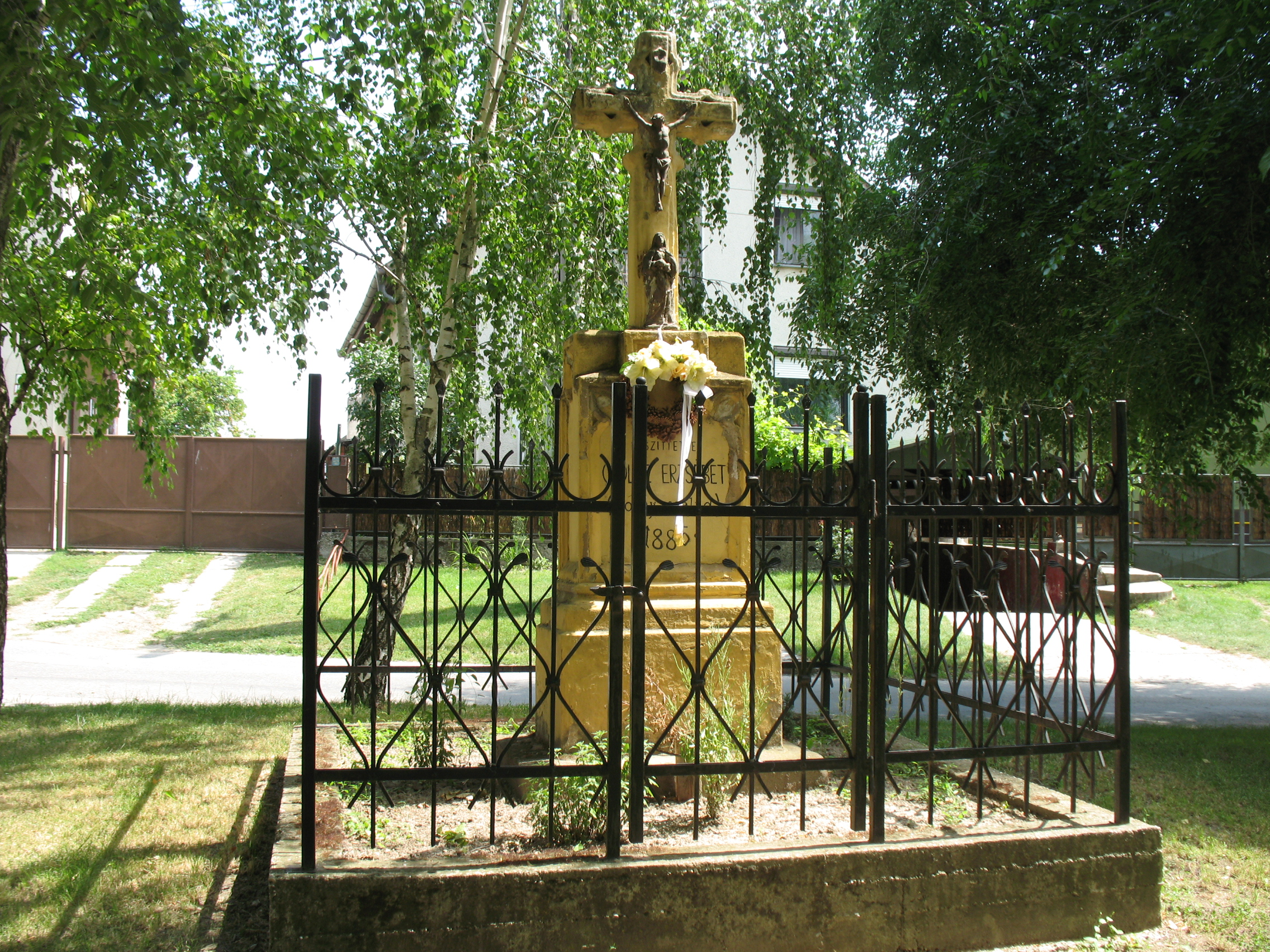
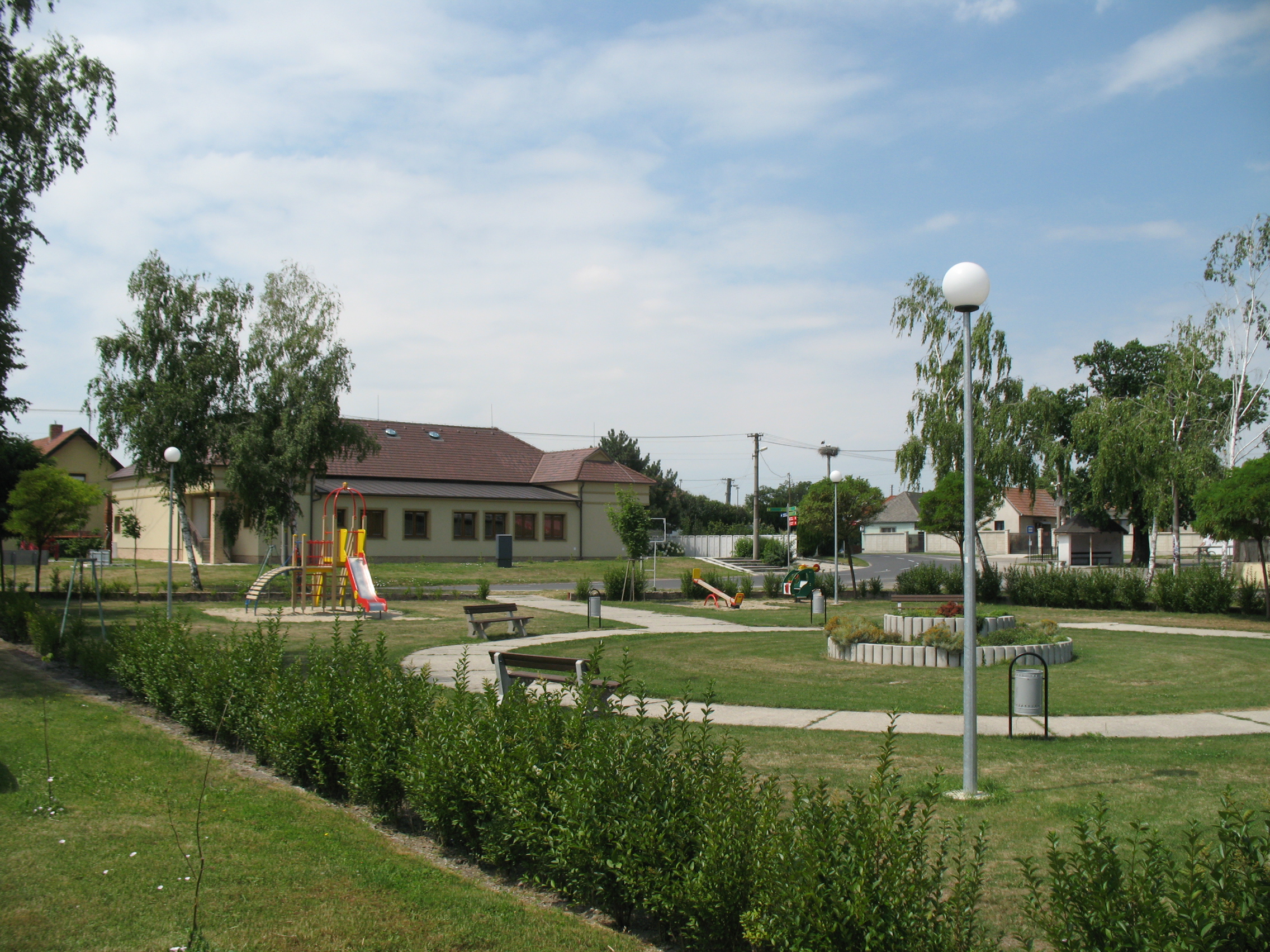
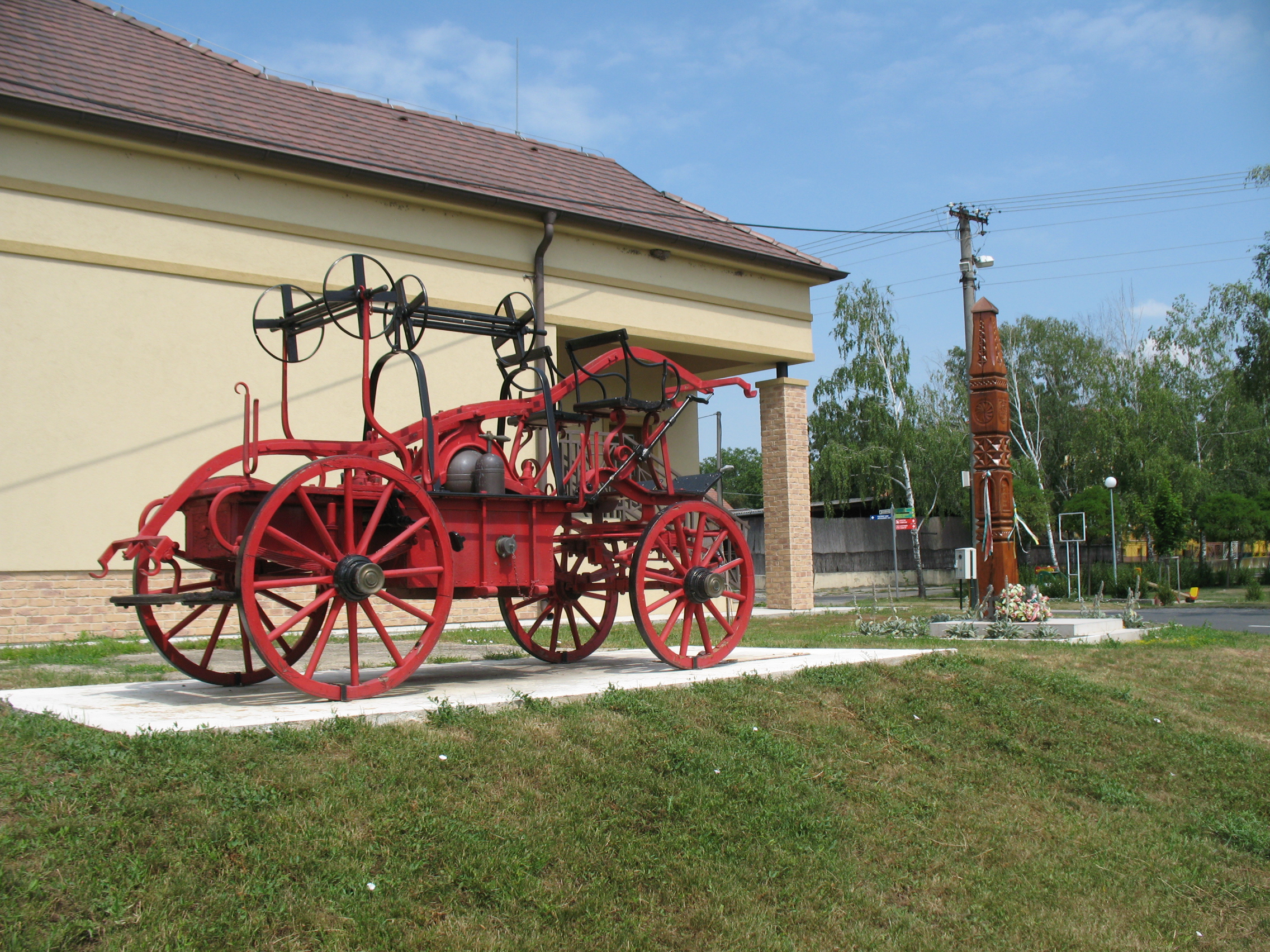
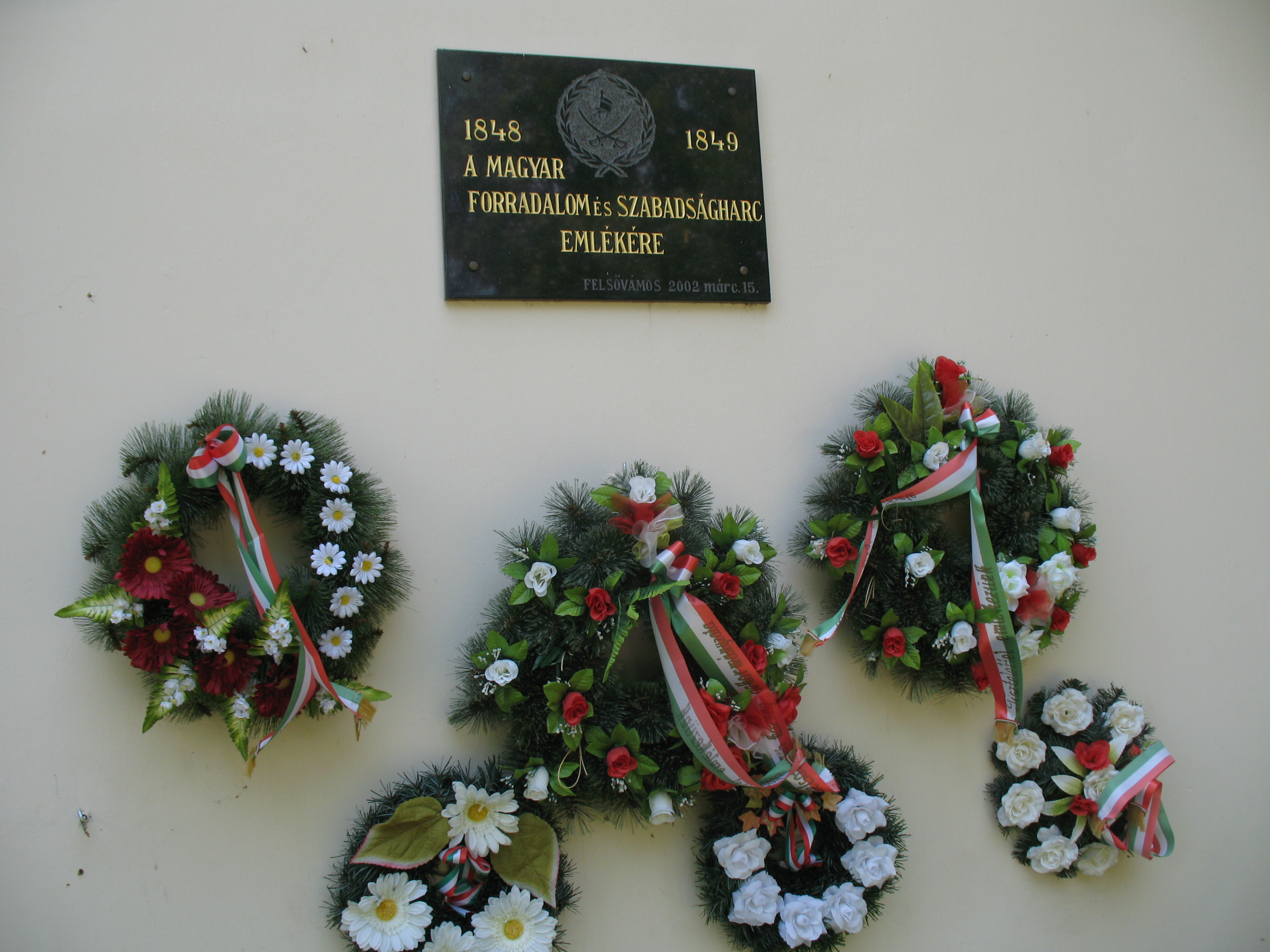

- Római katolikus temploma 1775-ben barokk stílusban épült. A 19. században klasszicista stílusban építették át.

## Külső hivatkozások
- Hivatalos oldal
- Községinfó
- Felsővámos Szlovákia térképén
- A falu története (szlovákul)
- E-obce.sk